# Abbiamo solo fatto l'amore
Abbiamo solo fatto l'amore è un film italiano del 1998 diretto da Fulvio Ottaviano.

## Trama
Simone, che lavora in un vagone ristorante, ha un rapporto occasionale con Silvia e la ragazza rimane incinta. Mentre lei vorrebbe tenere il bambino, lui è contrario ed è seriamente preoccupato della cosa. Alla fine Silvia, durante un viaggio proprio sul treno dove lavora Simone, ha le doglie e partorisce un bambino nero, figlio di un uomo che la ragazza aveva frequentato tempo prima e Simone, alla vista del neonato, si chiede se essere sollevato o preoccupato dall'epilogo della vicenda.